# Scopula sublutescens
Scopula sublutescens là một loài bướm đêm trong họ Geometridae.